# Hannsgeorg Laubenthal
Hannsgeorg Laubenthal (* 12. Juni 1911 in Köln; † 13. Juli 1971 in Steinbach (Taunus)) war ein deutscher Sänger und Schauspieler.

## Leben
Hannsgeorg, auch Hans Georg, Laubenthal hatte nach dem Besuch des Realgymnasiums (Abitur) Schauspielunterricht in seiner Heimatstadt Köln erhalten. Seine frühen Theaterstationen umfassten Frankfurt am Main (Künstlertheater 1930–1932), Plauen (Stadttheater, 1932/33), Darmstadt (Hessisches Landestheater 1933/34), Hamburg (Deutsches Schauspielhaus 1934–1936), Berlin (Staatstheater 1936–1944). Laubenthal stand 1944 in der Gottbegnadeten-Liste des Reichsministeriums für Volksaufklärung und Propaganda.
Nach dem Krieg arbeitete er am Deutschen Theater 1947–1950 und Schlosspark- und Schillertheater (1951/52). 1952 kehrte er nach Frankfurt zurück, um an den dortigen Städtischen Bühnen aufzutreten. Gastspiele führten ihn auch an die Ruhrfestspiele Recklinghausen.
Laubenthal spielte zunächst vor allem in klassischen Stücken: in Friedrich Schillers Don Karlos (am Hamburger Schauspielhaus), in Friedrich Hebbels Maria Magdalene (am Berliner Staatstheater), in Maria Stuart (als Mortimer, an selbigem Theater), in Iphigenie auf Tauris, in William Shakespeares Zweierlei Maß (als Lucio, in Frankfurt) und in Georg Büchners Dantons Tod (als St. Just unter Boleslav Barlog). Für seine sprachliche Präzision und die schauspielerisch sichere Darstellung des Kent in Shakespeares König Lear  und des Tobias in Was ihr wollt wurde er neben Hans Gerd Kübel mit dem Hersfeld-Preis der Hersfelder Festspiele ausgezeichnet.
Beim Film war er nur sporadisch zu sehen und übernahm dort überwiegend Nebenrollen. Bei der DEFA erhielt er jedoch zwei größere Rollen: als gutaussehender Tanzbodenkönig Hannes in dem Märchenfilm Das kalte Herz (1950) und als Student Mahlmann in Wolfgang Staudtes Literaturverfilmung Der Untertan.

## Filmografie (Auswahl)
- 1937: Signal in der Nacht
- 1939: Der Florentiner Hut
- 1940: Die Rothschilds
- 1945: Der Puppenspieler (unvollendet)
- 1950: Das kalte Herz
- 1951: Der Untertan
- 1960: Schlußakkord

## Theater
- 1932: Heinrich von Kleist: Der Prinz von Homburg (Prinz von Homburg) – Regie: Max Reinhardt (Deutsches Theater Berlin)
- 1949: Molière: Der Geizige (Valére) – Regie: Willi Schmidt (Deutsches Theater Berlin)
- 1950: Carl Sternheim: 1913 (Wilhelm Krey) – Regie: Günther Haenel (Deutsches Theater Berlin – Kammerspiele)

## Hörspiele
- 1949: Berta Waterstradt: Meine Töchter – (Berliner Rundfunk)